# Carin Bunte
Carin Gertie Margareta Göransdotter Bunte, född 20 juni 1933 i Värnamo, är en svensk länsantikvarie.
Bunte, som är dotter till ingenjör Göran Bergengren och Gertie Fernlund, var efter filosofie kandidatexamen i Lund amanuens på Kristianstads museum 1961–1963, antikvarie vid Skånes hembygdsförbund i Kristianstad 1963–1968, antikvarie vid Skånes hembygdsförbund i Lund 1968–1976, landsantikvarie där 1976–1978 och länsantikvarie vid länsstyrelsen i Malmöhus län från 1978. 
Bunte har varit ordförande i De skånska landskapens historia och arkeologiska förening. Hon har skrivit artiklar inom områdena arkeologi, kulturminnesvård och var redaktör för Ale, historisk tidskrift för Skåneland 1965–1977.